# ARA Seaver
ARA Seaver (M-12) – argentyński trałowiec z lat 30. XX wieku, jedna z dziewięciu jednostek typu Bouchard. Okręt został zwodowany 18 sierpnia 1938 roku w stoczni Hansen y Puccini w San Fernando, a do służby w Armada de la República Argentina przyjęto go 20 maja 1939 roku. W 1967 roku jednostka została zakupiona przez Paragwaj i 6 maja 1968 roku weszła w skład Armada Paraguaya pod nazwą ARP „Capitán Meza” jako patrolowiec. Okręt został wycofany ze służby około 2000 roku, a jego kadłub pełnił rolę hulku.

## Projekt i budowa
Trałowce typu Bouchard były pierwszymi dużymi i nowoczesnymi okrętami zbudowanymi w Argentynie . Projekt jednostek bazował na pozyskanych przez Argentynę po I wojnie światowej niemieckich trałowcach typu Minensuchboot 1915, z zastąpieniem napędu parowego silnikami wysokoprężnymi . Wadą okrętów była słaba stateczność .
ARA „Seaver” zbudowany został w stoczni Hansen y Puccini w San Fernando . Stępkę okrętu położono w 1937 roku, a zwodowany został 18 sierpnia 1938 roku. Nazwa jednostki została nadana na cześć argentyńskiego oficera marynarki.

## Dane taktyczno-techniczne
Okręt był trałowcem o długości całkowitej 59 metrów, szerokości 7,3 metra i zanurzeniu 2,27 metra . Wyporność standardowa wynosiła 450 ton, a pełna 520 ton .
Okręt napędzany był przez dwa dwusuwowe silniki wysokoprężne MAN o łącznej mocy 2000 KM, poruszające dwiema śrubami. Maksymalna prędkość okrętu wynosiła 15 węzłów . Okręt zabierał 50 ton paliwa, co pozwalało osiągnąć zasięg wynoszący 3000 Mm przy prędkości 10 węzłów .
Uzbrojenie artyleryjskie jednostki stanowiły dwa pojedyncze działa kalibru 102 mm Bethlehem Mod. 1 L/50 (lub dwa włoskie działa OTO kalibru 100 mm L/47), dwa pojedyncze działka plot. kal. 40 mm Vickers Mark VIII L/39 oraz dwa pojedyncze karabiny maszynowe kalibru 7,7 mm L/94 . Wyposażenie trałowe stanowił mechaniczny trał kontaktowy .
Załoga okrętu składała się z 62 oficerów, podoficerów i marynarzy.

## Służba
ARA „Seaver” został przyjęty do służby w Armada de la República Argentina 20 maja 1939 roku . Jednostka otrzymała numer burtowy M-12 . Na początku lat 60. okręt wyposażono w radar . W listopadzie 1967 roku okręt został sprzedany do Paragwaju, gdzie wszedł do służby w Armada Paraguaya pod nazwą ARP „Capitán Meza” i numerem taktycznym M-2 6 maja 1968 roku . Jednostka służyła jako rzeczny okręt patrolowy, a jej uzbrojenie obejmowało dwa podwójne zestawy działek plot. kalibru 40 mm Bofors Mark 1 L/60 oraz dwa pojedyncze wielkokalibrowe karabiny maszynowe kalibru 12,7 mm L/90 . Liczebność załogi została powiększona do 70 osób . Na początku lat 90. numer taktyczny okrętu zmieniono na P-02, a wkrótce na P-03 .
Okręt wycofano ze służby około 2000 roku, po czy pełnił funkcję hulku .